# 威廉森縣 (伊利諾伊州)
威廉森县（英語：Williamson County）是位於美國伊利諾伊州南部的一個縣。面積1,151平方公里。根據美國2000年人口普查，共有人口61,296人。縣治馬里昂 (Marion)。
成立於1839年2月28日。縣名來自田納西州同名的縣。